# Llirga

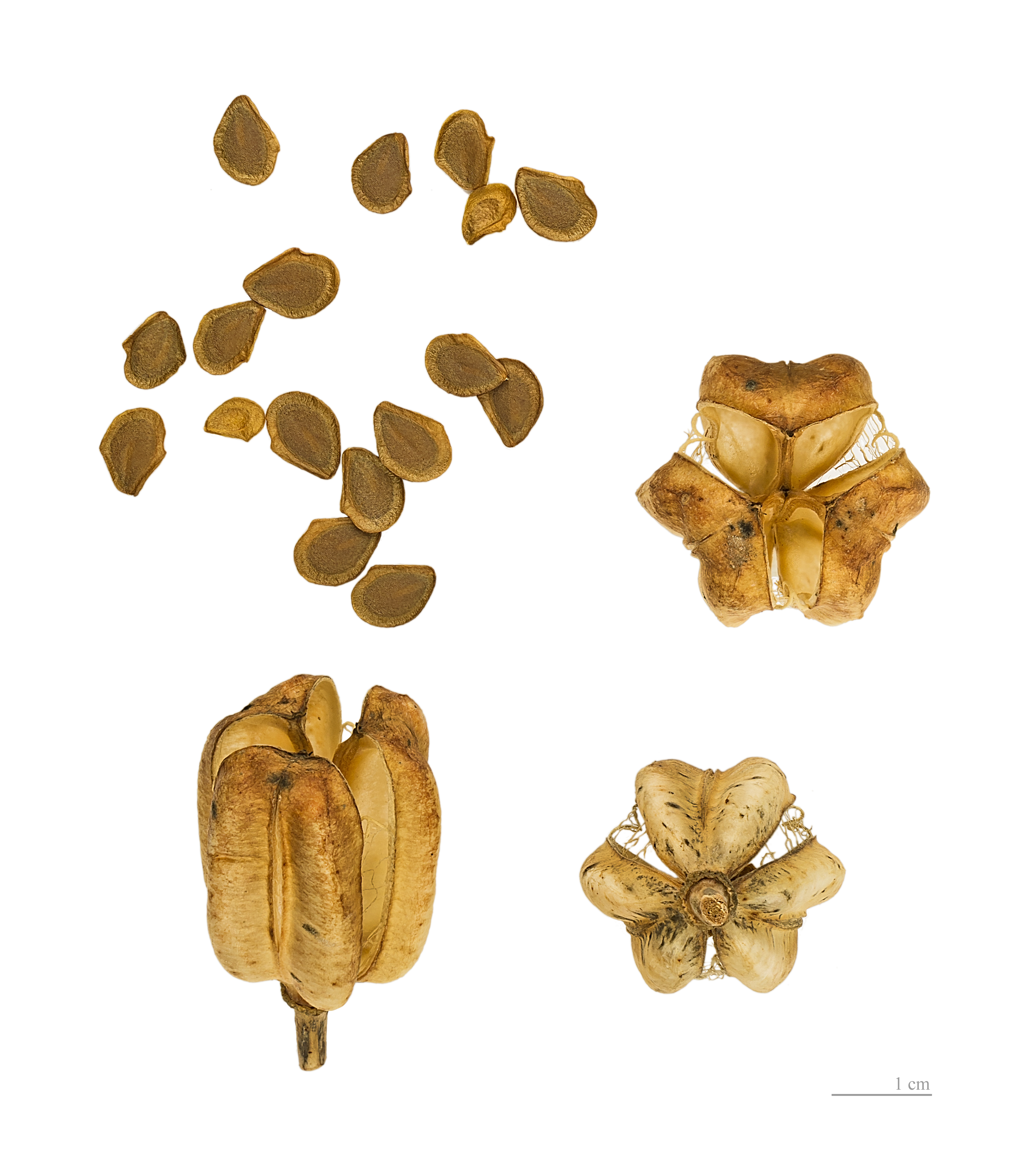
Fruits i llavors

La llirga o consolva (Lilium pyrenaicum) és una espècie de planta amb flors del gènere Lilium dins la família de les liliàcies (Liliaceae). Aquesta espècie és endèmica dels Pirineus i de la Serralada Cantàbrica.
Addicionalment pot rebre els noms de consoldes grogues, lliri, lliri salvatge, marcòlic, marcòlic groc i marcòlic pirinenc. També s'han recollit les variants lingüístiques consolta i consoltes grogues.
Aquesta flor ha estat adoptada com la imatge de la Vall de Núria, a Catalunya, en ser considerara la planta més emblemàtica de la vall.